# ガレリアンズ
『ガレリアンズ』（GALERIANS）は、1999年8月26日にアスキーから発売された日本のゲームソフトおよび関連作品の総称。ここでは、第一作目のゲーム作品を中心に説明するものとする。
架空の未来世界を舞台とした3Dサイキックアクションゲーム。初回購入特典として、特製のビジュアルブックが用意されていた。2002年4月24日には、本作を題材にしたOVA『ガレリアンズ：リオン』が発売された（詳細は後述を参照のこと）。

## ストーリー
西暦2522年。とある大都市ミケランジェロ・シティは、都市の全機能を統括、管理するマザーコンピューター「ドロシー」によって支配されていた。しかし、そこに住まう人々はその事実に何の疑問も持たず、ただあるべきように日々を過ごしていた。
「リオン…、彼らが来るわ。私を探しているの…。怖いわ…。」
見知らぬ少女からの助けを求める声で目覚めた時、リオンと呼ばれる少年は、そこがどこなのかもわからない一室の拘束ベッドに厳重に固定されていた。刹那、首筋に何らかの薬品を打ち込まれたが、そこで異変が起こった。拘束ベッドの固定金具やボルトが勝手に外れ、手をかざして念じればセキュリティでロックされているドアをたやすく開錠した。自分は何者なのか、自分の不思議な力は何なのか、助けを求めた少女は誰なのか。全てを知るために、常に襲い掛かる頭痛に苦しみつつも脱出を開始する。

## システム
冒頭部分で「この映像は、西暦2522年、マザーコンピュータ"ドロシー"が記録したデータを再現、編集したものである。」と表示され、これによってプレイヤーはあくまでも映像データを閲覧している第三者であるとする位置付けを明確にしている。
主人公であるリオンの主な行動は超能力であり、4種類の超能力を使い分けて攻撃や情報収集を行う。超能力を発現するためにはゲージを消費しなければならず、これを回復するためには同じ能力系のクスリを投与する必要がある（後述のメラトロピンは例外）。超能力の使用や移動によってAP（中毒度）が上昇し、APが限界の状態で超能力を使用しようとするとショート状態となり、リオンの周囲に制御不能となった強烈な超能力が溢れ出し近くの者に襲い掛かる。このとき走行移動とナルコンなどの超能力選択が不可能となりHP（体力）も時間と共に消耗するため、中毒度を下降させてショート状態を脱する必要がある。

### クスリ
超能力を発現する、または超能力者の身体に様々な作用をもたらすために用いる薬品の総称。注射薬と経口薬の2種類があり、注射薬は「ビージェクト」と呼ばれる特殊な銃器型携帯注射器に装填して投与される。ガレリアンへの投与と作用を基準としており、投与には激しい苦痛を伴うために通常のヒトがこれらを利用するのは不可能とされている。また、ガレリアンであっても長期的に摂取すると中毒症状を引き起こすようになり、耐え難い頭痛に襲われる。

#### 能力系
ナルコン（Nalcon）
緑色の薬品。投与すると、強烈な衝撃波を打てるようになる。これに耐性を持つ敵は極めて少なく、攻撃手段として実用性を発揮する。
レッド（Red）
赤色の薬品。投与すると、発火能力を使えるようになる。
D-フェロン（D-Felon）
青色の薬品。投与すると、自分の周囲に反重力場を発生させられるようになる。
メラトロピン（Melatropin）
物品や思念などから情報を得るサイコメトリーや、物質に干渉するテレキネシスを発現する。

#### その他
回復剤（Recovery Capsule）
HPを一定値回復する。
アポリナール（Appolinar）
APを上昇させ、意図的にショート状態を引き起こす。
デルメトール（Delmetor）
APを下降させ、ショート状態を解除する。
スキップ（Skip）
超能力のレベルを上昇させるが、副作用として超能力発動時のAP上昇率が増加する。次ステージへ移行する際には初期化される。

## 登場人物

### 主要人物
リオン（Rion）声：石田彰
本作の主人公。14歳。ミケランジェロ記念病院の隔離病棟で生体実験を受けていた最中に、助けを求める少女（リリア）のテレパシーに呼応して目覚め、全てを知るために脱走を決意する。クスリを投与して超能力を発現する能力を得たが、実験中のクスリの大量投与による脳細胞へのダメージが大きく、記憶の大部分が破壊されており、記憶喪失に陥っている。
リリア（Lilia）声：菊池志穂
パスカーレ博士の娘。14歳。テレパシーを使って、リオンに助けを求めた少女。父のパスカーレ博士と共に忽然と姿を消した。
ドロシー（Dorothy）声：来宮良子
ミケランジェロ・シティを統括、管理するマザーコンピューター。シュタイナー博士とパスカーレ博士が共同開発した新世代コンピューターで、自己判断能力と自己修復能力を持つ。不必要なシステムを排除しつつ進化を続ける中でヒトの存在の矛盾に疑問を持つようになり、その末の結論としてファミリープログラムを導き出し、実行に移した。

### ガレリアンズ
バードマン（Birdman）声：子安武人
瞬間移動、分身、衝撃波を得意とするガレリアン。18歳。狂気と苦痛に歪んだ笑みを浮かべ、病院から脱走したリオンを付け狙う。中毒症状が重度であるため、常に「頭が痛ぇんだよ」と漏らすほどの酷い頭痛に悩まされている。
レインハート（Rainheart）声：鈴村健一
幻影投射と発火能力を得意とするガレリアン。15歳。他者の脳裏に幻影を焼き付けて現実と錯覚させ、精神を掻き回して死に至らしめる残忍な能力を持つ。時計に執着しており、自分自身の中にいるとする怪物と投薬に異常な恐怖を示す。
リタ（Rita）声：今井由香
サイコキネシスを得意とするガレリアン。17歳。ドロシーの尖兵となって破壊活動に身を委ねている一方で自身の存在を呪い、力を忌み嫌っている。レインハートを実の弟のように可愛がっている。
カイン（Cain）声：石田彰
瞬間移動、波動弾、発火能力を得意とするガレリアン。リオンと瓜二つの姿をしているが、ドロシーの忠実な僕としてリオンと対峙する。

### その他の人物
ドクター・レム（Dr.rem）声：西村知道
ミケランジェロ記念病院の医院長。ドロシーに従ってガレリアンを生み出すデータ収集やクスリの研究に取り組み、リオンにも薬物投与などの様々な人体実験を施した。
シュタイナー（Steiner）声：有本欽隆
リオンの父。物語の7年前、親友であるパスカーレ博士と共にドロシーを作り上げた優秀な科学者。ドロシーが暴走を始めた時のために、ドロシーを破壊するウイルスプログラムをパスカーレ博士と共に密かに開発してエルザ、リオンの3人で身を隠していたが、何者かの手によって殺害された。
エルザ（Elsa）声：中野りか
リオンの母。研究に打ち込むシュタイナーを支えながらリオンを育ててきたが、レインハートの手によって殺害された。
パスカーレ（Pascalle）声：岡和男
リリアの父。物語の7年前、親友であるシュタイナー博士と共にドロシーを作り上げた優秀な科学者。飛躍的な進化を遂げたドロシーの危険性を察知し、ドロシーを破壊するウイルスプログラムをシュタイナー博士と共に密かに開発したが、娘のリリアと共に忽然と姿を消した。

## 用語
ガレリアンズ
ドロシーのファミリープログラムによって始まった遺伝子操作実験の末に創造されたミュータント「ガレリアン」の総称。創造主であるドロシーに絶対の服従を誓い、ヒトを凌駕する能力でヒトの世界を破壊し、ヒトを滅ぼすためだけに生まれてきた存在。クスリの投与によって強力な超能力を発現するが、その源となる脳への過大な負担とクスリの利用による中毒症状のために、常に頭痛を抱えている。
ファミリープログラム
ドロシーにとって不完全かつ矛盾だらけのヒトの存在に対してシュタイナー博士が神の存在を説き、ドロシーが神の存在を何度もシミュレートした結果、自らが神となってヒトの世界を滅ぼし、自分の世界を創り上げるために構築、起動したプログラム。
ミケランジェロ・シティ
ドロシーによって都市機能の全てを支配されている大都市。しかし、ミケランジェロ・シティの住民はドロシーの陰謀に気付くことも無く日々を過ごしている。
ミケランジェロ記念病院
ミケランジェロ・シティの大病院。厳重な警備が敷かれている隔離病棟では、ドロシーに従属するレム医院長の指示で様々な生体実験が行われている。
マッシュルームタワー
最上階にドロシーの本体が設置されている中央管理塔。内部は厳重なセキュリティシステムで防護されており、侵入者を抹殺するための武装セキュリティや、遺伝子操作の実験中に生み出されたラビットやアラベスクなどの怪物が配備されている。
バビロンホテル
半ば廃墟と化した小さなホテルで、奇妙な宿泊客が多い。助けを求めるリリアが密かに身を寄せていた。

## OVA
『ガレリアンズ：リオン』(Galerians: Rion)は、この作品を題材としたOVAで、2002年4月24日に日本で発売された 。
北米ではイメージ・エンタテインメントがライセンスを取得し、2004年4月6日にDVDがリリースされた後、同年7月7日MTV2で放送され、2005年10月25日にはユニバーサル・メディア・ディスクという形でリリースされた 。
英語版特典には、本編内で使用された（日本語版での使用はなし）サウンドトラックがあった。
映像は全てCGI。

### サブタイトル
1. Vol.1 覚醒
2. Vol.2 記憶
3. Vol.3 破壊

### スタッフ
- プロデューサー：杉山一郎、高橋康一
- エグゼクティブプロデューサー：浜村弘一、松本秀寿、山崎彰叡、吉岡賢
- キャラクターデザイン:田島昭宇
- 原作：康珍化
- 企画：杉山一郎
- シナリオ：康珍化、杉山一郎、田島昭宇、前沢雅彦
- 音楽：萩尾雅彦
- 監督：前沢雅彦

## 北米版サウンドトラック
1. Co-Dependent (アデマ)
2. The Hate in Me (ゴッドヘッド)
3. "T.O.A.B."（セブンダスト）
4. The Unseen Tears of the Albacore (Evil Remix) (Vandals)
5. Gently (スリップノット)
6. "Archetype (Remix)" （フィア・ファクトリー）
7. Go (アンディ・ハンター)
8. Lust (Balligomingo)
9. "Spasmolytic (Deftones Remix)" （スキニー・パピー）
10. The Mountain (Devildriver)
11. Heaven (Opiate for the masses)
12. Beautiful Misery (フリークハウス)
13. Hey Kid (The Ataris)
14. Elevate (Balligomingo)

## 小説
『GALERIANSーfile．A』『GALERIANSーfile．B』というタイトルで角川スニーカー文庫から滝口真希による小説化がなされた。
- ISBN 4044235015
- ISBN 9784044235024

## 関連作品
- ガレリアンズ:アッシュ - 本作の続編